# Folis Verghet (canción)
«Folis Verghet» es una canción compuesta por el músico argentino Fito Páez e interpretada por él mismo y Luis Alberto Spinetta en el álbum doble La la la de 1986, tercer álbum suyo y 20.º en el que tiene participación decisiva Luis Alberto Spinetta. El álbum fue calificado por la revista Rolling Stone y la cadena MTV como #61 entre los cien mejores discos de la historia del rock nacional argentino.
En el tema Fito Páez canta y toca los teclados, mientras que Spinetta canta y toca la guitarra eléctrica. Como músicos invitados participan Fabiana Cantilo (coros), Fabián Lonch (bajo) y Daniel Wirzt (batería).
Fito Páez eligió este tema para abrir su recital durante la celebración del Bicentenario de Argentina, el 25 de mayo de 2010, en la avenida 9 de Julio de Buenos Aires, ante más de tres millones de personas.

## Contexto
La colaboración de dos figuras máximas para sacar un álbum conjunto, como hicieron Spinetta y Páez en 1986, fue un hecho inusual en el rock nacional argentino. Argentina transitaba el tercer año de democracia luego de la caída de la última dictadura. En ese contexto democrático el rock nacional, que había aparecido en los años finales de la década de 1960, se estaba masificando y desarrollaba nuevas sonoridades, a la vez que ingresaba una nueva generación.
La asociación entre Spinetta y Páez canalizó precisamente ese encuentro entre la generación que fundó el rock nacional y la segunda generación marcada por la Guerra de Malvinas (1982) y la recuperación de la democracia (1983).
Spinetta había intentado el año anterior elaborar en forma conjunta un álbum con Charly García (Spinetta/García) que se frustró por diferencias personales y había lanzado un disco solista titulado Privé (donde Fito Páez participa en dos temas) que expresó los encontrados sentimientos que ese fracaso le había producido. Páez comenzaba a brillar con luz propia en lo más alto del rock nacional y quería cumplir su sueño de tocar junto a sus grandes ídolos musicales.
El 7 de noviembre de 1986, poco días después de finalizar la grabación del disco, Fito Páez sufrió la tragedia de que su abuela (Delma Zulema Ramírez de Páez) y su tía abuela (Josefa Páez), que él reconocía como "sus madres" -su madre murió cuando tenía 8 meses-, fueran asesinadas brutalmente en su casa de Rosario. Junto a ellas fue asesinada también Fermina Godoy, que trabajaba en casa de los Páez y estaba embarazada. El dolor y la tristeza, que se sumó a la muerte de su padre el año anterior, lo sumió en un estado de desesperación depresiva del que tardaría mucho en salir y que se expresaría en su siguiente álbum: Ciudad de pobres corazones ("en esta puta ciudad... matan a pobres corazones").
Spinetta acompañó personalmente a Páez en esos momentos, que coincidieron con las presentaciones que hicieron del disco y llegó a sentirse culpable de la tragedia, atribuyéndola al álbum:

En su momento creí que La la la había provocado lo que sucedió después... Toda nuestra finalidad erótica y violenta quedó ridiculizada frente a una violencia para la que es muy difícil estar preparado.
Luis Alberto Spinetta

El siguiente álbum de estudio de Spinetta sería Téster de violencia (1988), metáfora que el Flaco creó pensando en Fito Páez.
Fue grabado en agosto y septiembre de 1986.

## El tema
El tema es el primer track del Disco 1 del álbum La la la. El título del tema es un juego de palabras que parte de la distorsión del nombre del famoso cabaret parisino Folies Bergère, remitiendo a palabras similares como "verghetta", palabra italiana usada en heráldica para denominar un tipo de palo, derivada a su vez de "verga", que significa tanto palo como pene. "Folis" es una castellanización de la pronunciación de la palabra francesa folies, que significa "locuras" y se relaciona con la expresión années folles (años locos), como se conoce a los años de comienzos del siglo XX en los que brilló la fama de la noche de París y del cabaret Folies Bergère. 
La palabra "locura", precisamente, es utilizada en los siguientes versos de la canción:

Adónde voy esta vez
folis verghet
al futuro, a la locura
al cine o tus pies.
"Folis verghet" (fragmento)

La idea central de la canción tiene que ver con ciertos secretos y su revelación: 

Todos quieren saber
folis verghet
todos buscan una pista
cada anochecer...
folis verghet
los secretos se revelan
sin saber por qué.
"Folis verghet" (fragmento)